# 風の電話
風の電話（かぜのでんわ）は、岩手県上閉伊郡大槌町の海（三陸海岸）を見下ろす丘にある「ベルガーディア鯨山」内に置かれた私設電話ボックス。2010年に庭師の佐々木格によって設置され、2011年に発生した東日本大震災以降、2010年代を通して整備が続けられた。

## 概要
「風の電話」と呼ばれる電話ボックス内には、電話線が繋がっていないダイヤル式の黒電話である「風の電話」とノートが1冊置かれており、来訪者は電話で亡き人に思いを伝えたり、ノートに気持ちを記載したりできる。電話機の横には次のように記されている。

## 沿革

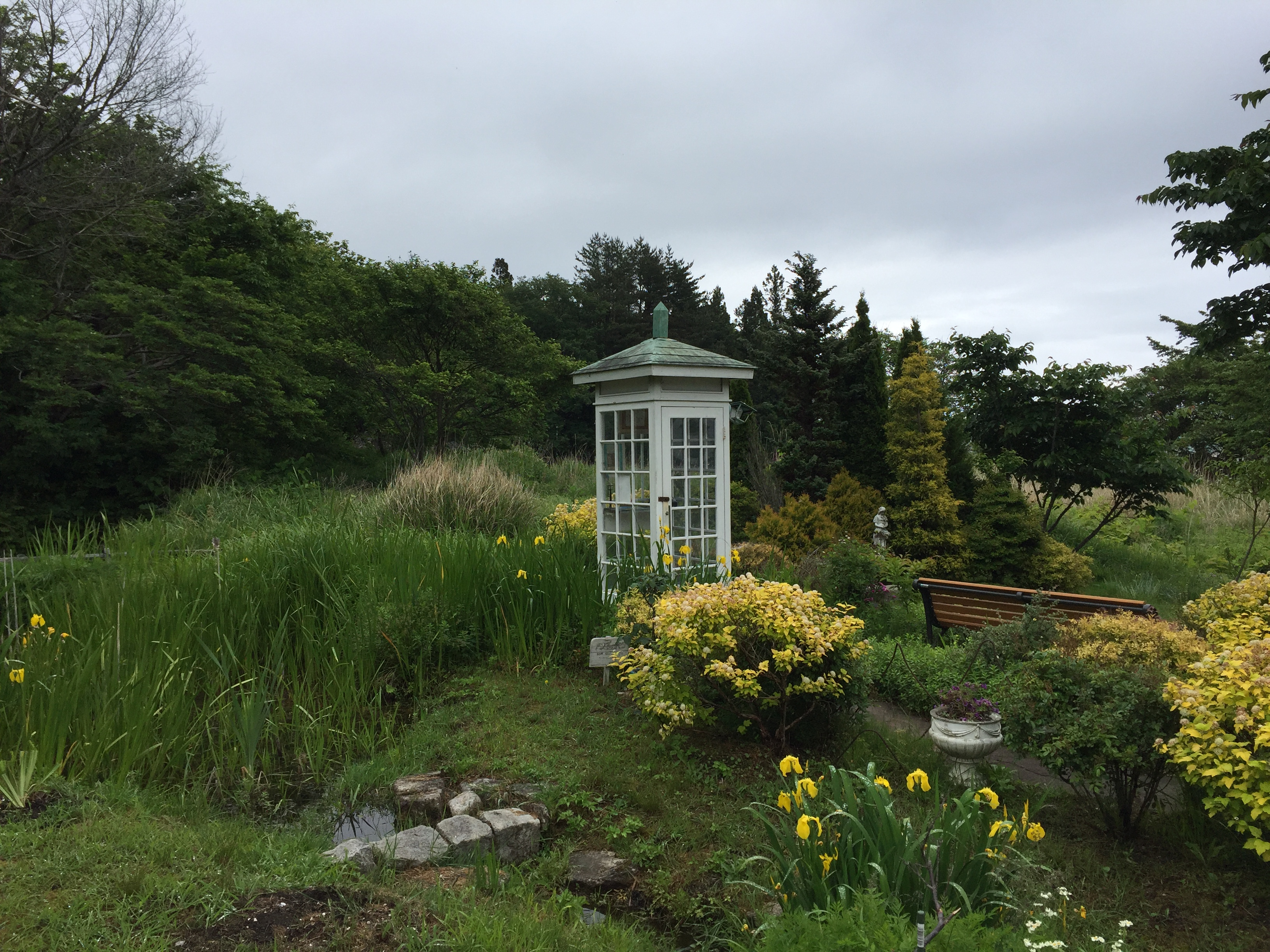
風の電話

風の電話は、太平洋が見える風景を気に入って移住した庭師の佐々木格（ささき いたる）が、2010年（平成22年）に死去した従兄ともう一度話をしたいとの思いから、海辺の高台にある自宅の庭の隅に白色の電話ボックスを設置したことに始まる。電話ボックスはパチンコ店から譲り受けた物、筆で書かれた詩は従兄が書いたものである。
2011年（平成23年）3月11日の東日本大震災の際、自宅から見える浪板海岸を襲った津波を目にした佐々木は、生存した被災者が震災で死別した家族への想いを風に乗せて伝えられるようにと敷地を整備し、祈りの像や海岸に向かうベンチを置いて「メモリアルガーデン」を併設した上で開放した。
2012年（平成24年）4月には2階建て約40m2の建物を増設し、「森の図書館」として開館した。「森の図書館」には全国から約4,000冊の本が寄贈され、完全予約制になっているが入館できる。2014年（平成26年）2月には、絵本『かぜのでんわ』（いもとようこ作・絵、金の星社）が刊行された。同年7月時点での来訪者は10,000人を超えた。
2014年（平成26年）9月、東日本大震災から3年半を迎え、「風の電話」設置者の佐々木自らが作詞したCD『風の電話』が制作された。「被災地の最大の危機は忘れ去られることにあると言われている。被災地では忘れさられるべきではない多くの被災者の生活があることを忘れずにいたい。忘れて欲しくない」という想いを、風の電話と同様に言葉を口にする、歌を口ずさむということにより心の負担を軽くし、一日も早く被災者が日常生活を取り戻せるよう願いを込められた内容となっており、風の電話が設置されているベルガーディア鯨山にて販売されている。
2015年（平成27年）1月8日、電話ボックスが強風で飛ばされていたのが発見されたが2日後、支援者らによって元の場所に再建された。2018年（平成30年）8月18日には、老朽化していた木製ボックスが全国からの寄付金によりアルミ製に更新された。
2017年（平成29年）8月24日には、風の電話の成り立ちから現在までの活動を佐々木が綴った書籍『風の電話：大震災から6年、風の電話を通して見えること』が風間書房より刊行された。

## 所在地
- 〒028-1101：岩手県上閉伊郡大槌町浪板9-36-9（以前は吉里吉里第11地割64-10だったが、住所整理により現在は浪板9-36-9に変更。）

## 交通アクセス
- 三陸鉄道リアス線 浪板海岸駅から徒歩で8分程度（500m）[9]。

## 周辺
- 大槌城址
- 大槌湾
- 蓬萊島（ほうらいじま）
- 浪板海岸、浪板海岸ヴィレッジ
- 吉里吉里海水浴場

## 単行本
- 佐々木格 著『風の電話：大震災から6年、風の電話を通して見えること』（2017年、風間書房）[10] ISBN 978-4759921885

## 風の電話をテーマとした作品
- CD：『風の電話』（2014年）作詞：佐々木格、作曲：大久保正人、歌：さち、ジャケット撮影：写真家 藤原新也
- テレビ番組：NHKスペシャル『風の電話〜残された人々の声〜』2016年3月10日[11]。
- 絵本：『かぜのでんわ』（金の星社、2014年）いもとようこ - 第5回リブロ絵本大賞第4位、第7回MOE絵本屋さん大賞2014第10位受賞[12]
- 曲：『風の電話〜空までとどけ!』（2016年）男声バージョン・加藤ヒロユキ、女声バージョン・山口ひとみ
- 曲：『風のワルツ』2017年3月11日：ギターインストゥルメンタル：作曲・演奏：坂元昭二
- 映画：『風の電話』（2020年1月24日公開、監督：諏訪敦彦、主演：モトーラ世理奈）